# Bernt Svedin

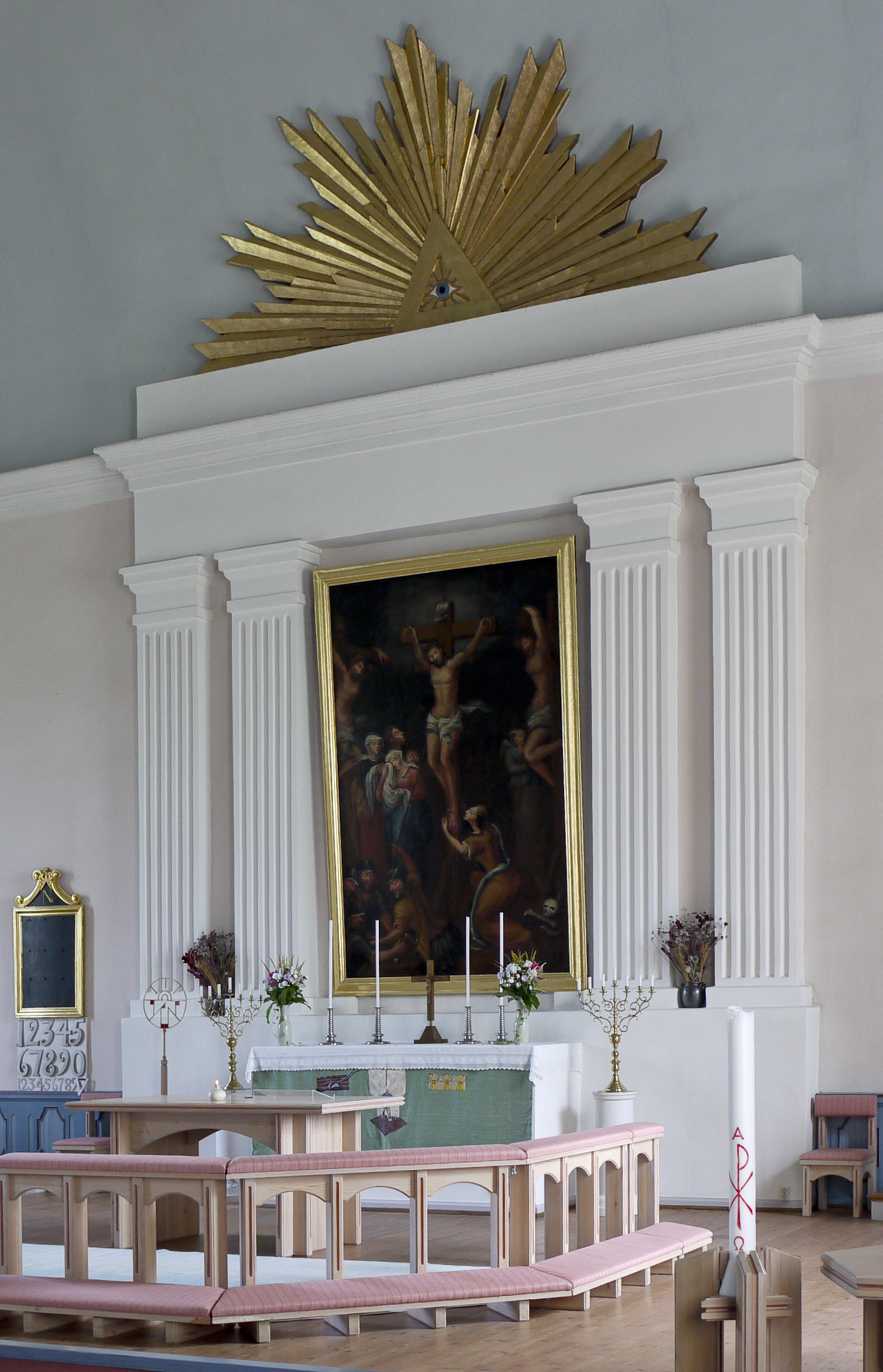
Altartavlan i Bjursås kyrka, utförd 1742 av Svedin.

Bernt Håkanson Svedin (Berndt Swedin), född troligen 1702, död 1747 i Falun, var en svensk målarmästare och kyrkomålare.
Svedin var verksam med målningsarbeten i Torsångs och Bjursås kyrkor på 1730- och 1740-talen. I Torsång målade han bland annat en inskrift i fraktur och för Bjursås målade han altartavlan Korsfästelsen som troligen är en kopia efter altartavlan i Stora Tuna kyrka. 